# HMC Byg og Anlæg
HMC Byg & Anlæg A/S er en dansk bygge- og anlægsvirksomhed med hovedkvarter i Løgstør og afdelinger i Thisted og Glostrup. HMC udfører hoved- og totalentrepriser samt fagentrepriser indenfor murer-, jord-, kloak-, beton-, forsynings-, anlæg- og belægningsarbejde. Selskabet blev etableret i 2020, og det er et datterselskab til HMC Holding Løgstør A/S. I 2023 havde de ca. 250 ansatte, og årsomsætningen var på 0,5 mia. kroner.